# حامد عمار
حامد عمار (1921 - 10 ديسمبر 2014)، أستاذ علوم التربية بجامعة عين شمس بالعاصمة المصرية القاهرة. ولد حامد عمار الملقب بشيخ التربويين المصريين في قرية «سلوا» بمحافظة أسوان في أقصى جنوب مصر في 25 فبراير شباط 1921 ونال ليسانس الآداب من جامعة فؤاد الأول (جامعة القاهرة حاليا).
كان أول مصري يحصل على درجة الدكتوراه في اجتماعيات التربية من جامعة لندن عام 1952 وحملت رسالته عنوان «التنشئة الاجتماعية في قرية مصرية» وعاد إلى مصر ليعمل بجامعة عين شمس.
أصدر عمار كتابه الأول «العمل الميداني في الريف» في 1954 وأتبعه بكتب منها «في اقتصاديات التعليم» 1963 و«أعاصير الشرق الأوسط وتداعياتها السياسية والتربوية» و«في آفاق التربية العربية المعاصرة من رياض الأطفال إلى الجامعة» و«تعليم المستقبل من التسلط إلى التحرر» و«مواجهة العولمة في التعليم والثقافة» و«التنمية البشرية في الوطن العربي» الذي نال عنه جائزة مؤسسة الكويت للتقدم العلمي في 1994 وهو العام الذي فاز فيه أيضا بجائزة الدولة التقديرية أرفع الجوائز في مصر آنذاك كما نال عمار في 2008 جائزة النيل في العلوم الاجتماعية وهي أكبر جائزة في مصر.
سجل عمار سيرته الذاتية في كتابه «خطى اجتزناها.. بين الفقر والمصادفة إلى حرم الجامعة» التي اعتبرها «رحلة طويلة مذهلة.. من مجتمع الزراعة البدائي واقتصاد الكفاف والاكتفاء بموارده الذاتية إنتاجا واستهلاكا إلى مرحلة آفاق مجتمع العولمة وعصر المعلوماتية.»
ولعمار إسهامات عربية في مجال التربية حيث ساهم في تأسيس معهد الخدمة الاجتماعية بالأردن في 1970 وأسهم في برامج مكتب صندوق الأمم المتحدة لرعاية الأطفال (يونيسيف) الإقليمي في أبوظبي (1972-1974) وتأسيس مركز التدريب على العمل الاجتماعى في العاصمة العمانية مسقط.
وساهم أيضا في وضع وثيقة إنشاء الصندوق العربي للعمل الاجتماعي التابع لمجلس وزراء الشئون الاجتماعية العرب في تونس (1982) وتأسيس المجلس القومى للطفولة والأمومة بمصر (1988) وقسم الدراسات التربوية في معهد الدراسات والبحوث العربية التابع للمنظمة العربية للتربية والثقافة والعلوم 2001.

## وفاته
توفي مساء الاثنين 10 ديسمبر 2014م عن عمر ناهز الثالثة والتسعين عاما.

## كتب ودراسات عنه
- يساريون في زمن اليمين: مذكرات قادة الفكر اليسارى المصري د. مراد غالب، د. حامد عمار، د. رشدي سعيد، د. عبد العظيم أنيس، تأليف: محمد الجوادي، الهيئة المصرية العامة للكتاب، 2006.